# Amleto (film 1908 Comerio)
Amleto è un film muto del 1908 diretto da Luca Comerio.